# Tuawolo
Tuawolo is een bestuurslaag in het regentschap Flores Timur van de provincie Oost-Nusa Tenggara, Indonesië. Tuawolo telt 531 inwoners (volkstelling 2010).